# Kofi Kingston

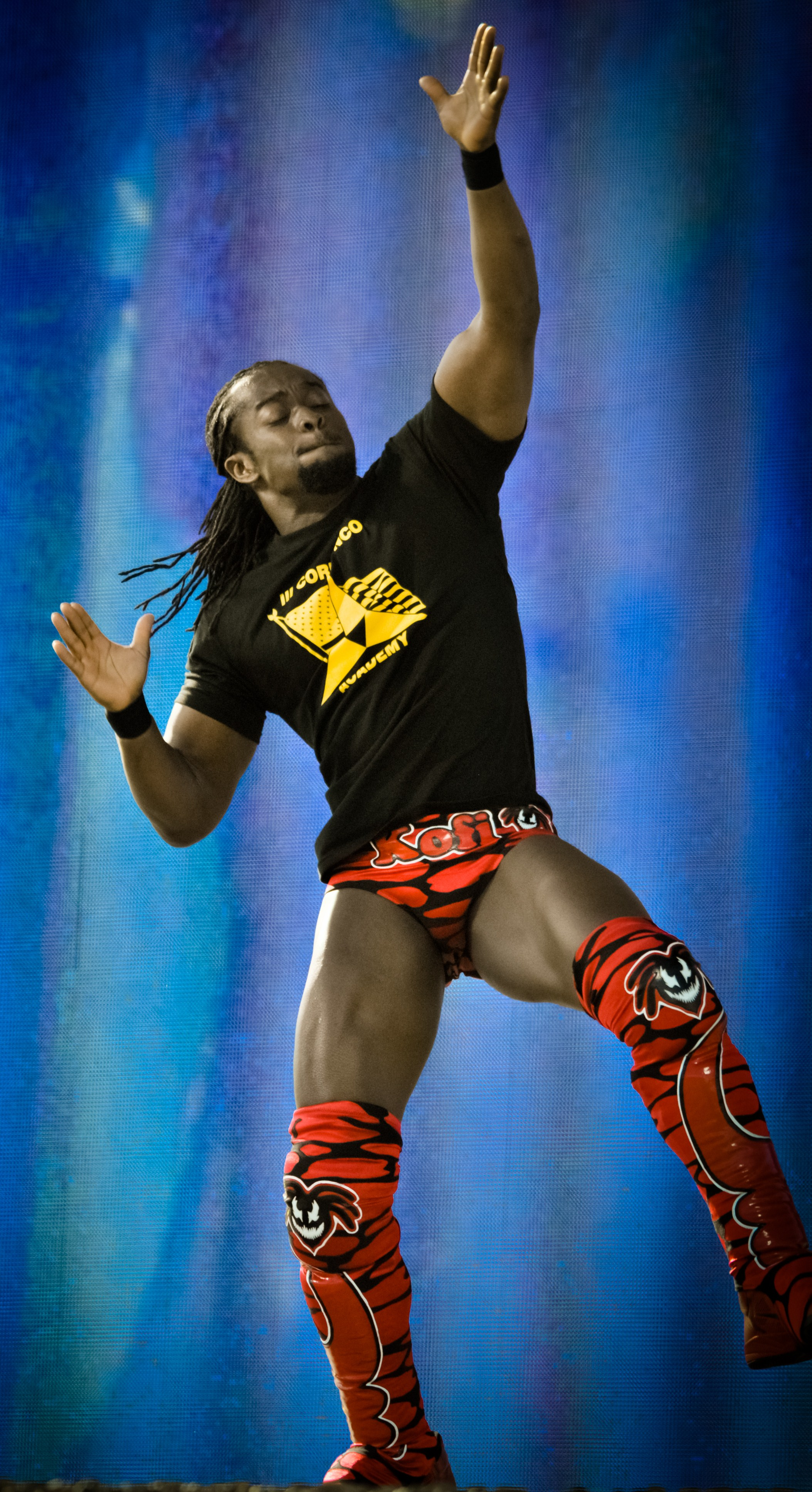
Kofi Kingston 2010-ben

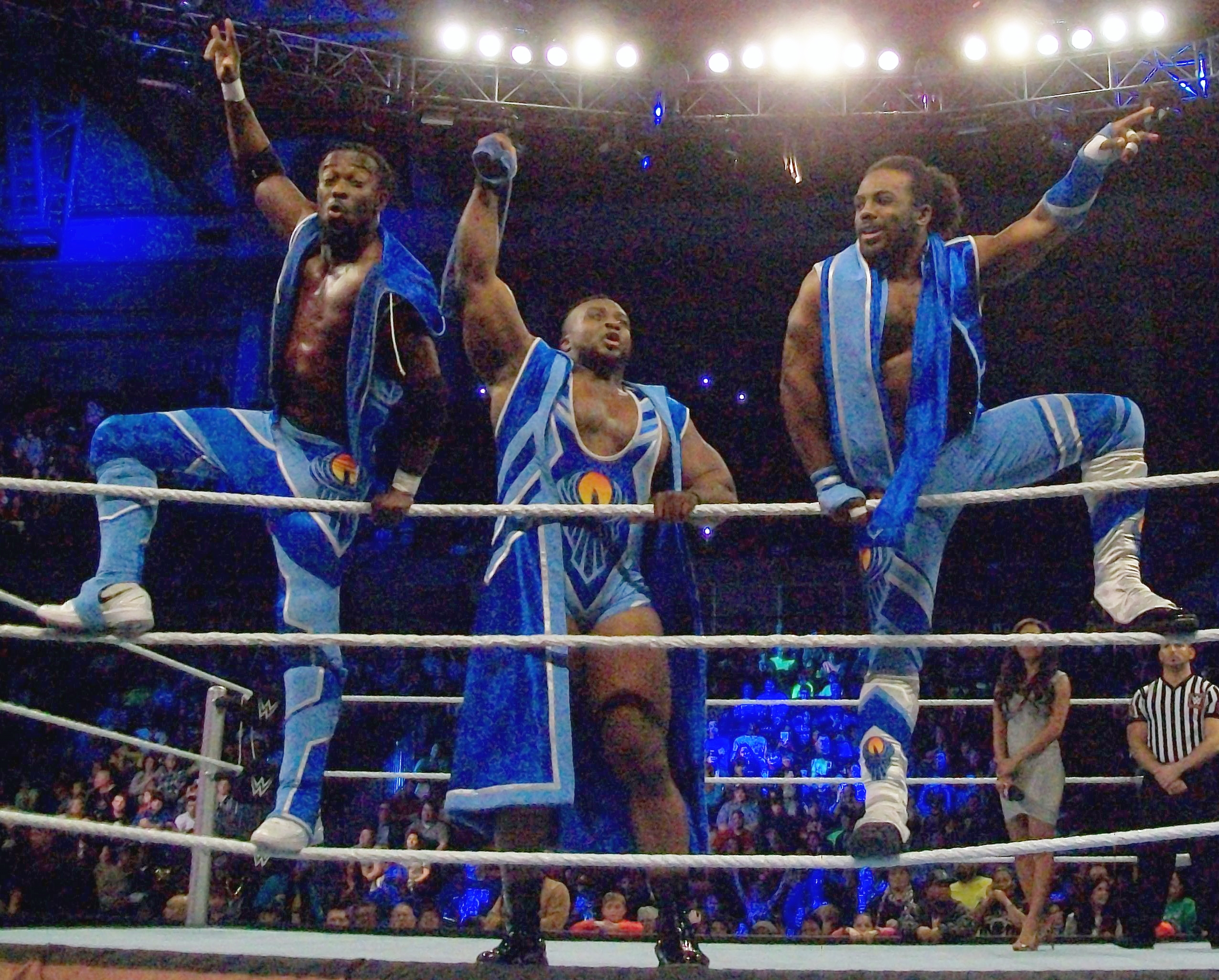
The New Day 2015-ben; balról jobbra: Kofi Kingston, Big E Langston és Xavier Woods

Kofi Nahaje Sarkodie-Mensah, ismertebb nevén Kofi Kingston (1981. augusztus 14. –) egy ghánai-amerikai profi birkózó. A WWE-ben összesen 16 alkalommal szerzett bajnoki címet. Négyszer a WWE interkontinentális övet, háromszor a WWE országos bajnoki címet, négyszer a WWE Tag Team bajnoki övet, valamint egyszer nyerte meg a Tag Team világbajnoki címet.  Kofi a Royal Rumble meccsek egyik kiemelkedő alakja; akrobatikus mozdulataival nagy hírnévre tett szert. Jelenleg a WWE-vel áll szerződésben.

## Profi pankrátor karrier
Kofi a Kumasi nevű városban született, mely az Ashanti régióban található, Ghánában. Amikor hároméves volt, a családja emigrált az Egyesült Államokba 1984-ben. Winchester-ben nőtt fel, Massachusetts államban. Miután végzett a bostoni egyetemen (Boston College-n), Kofi kezdetben egy irodában dolgozott, majd úgy döntött, hogy inkább profi birkózó akar lenni. 2006-ban debütált Tony Omega ellen a Chaotic Wrestling (CW)-nél. Ezután elsősorban New England-ben versenyzett, többek között a Nemzeti birkózó Szövetség (NWA)-nél, a Millennium Wrestling Federation (MWF)-nál, az Eastern Wrestling Alliance (EWA)-nél, és a New England Championship Wrestling (NECW)-nél. 2006 szeptemberében aláírt egy fejlődési szerződést a World Wrestling Entertainment (WWE)-el, majd debütált a Deep South Wrestling (DSW)-nél. 2007 júniusában átkerült a Florida Championship Wrestling (FCW)-hez, ahol összeállt Eric Pérez-el, és szembeszálltak Keith Walker és Rycklon Stephens ellen. 2008. január 22-én az ECW-ben tevékenykedett; több televíziós show-n felbukkant, mint az első jamaicai pankrátor a WWE-ben. Márciusban részt vett a WrestleMania XXIV-en megrendezett 24 emberes Battle Royal meccsen, de Mark Henry kiejtette őt. Ezt követően Shelton Benjamin-al rivalizált, majd júniusban legyőzte Chris Jericho-t Night of Champions-on, s így ő lett az új interkontinentális bajnok. 49 nap után, a SummerSlam-en elvesztette a címet, majd összeállt CM Punk-al. A duó annyira sikeres volt, hogy októberben meg is nyerték a Tag Team világbajnoki övet, ám másnap John Morrison és The Miz elvette tőlük. 2009. június 1-jén Montel Vontavious Porter legyőzésével megnyerte az országos bajnoki címet. Több eseményen megvédte, többek között az Extreme Rules-en, a Night of Champions-on, a Breaking Point-on és Hell in a Cell-en is, de 126 nap után végül a Miz elvette tőle. Októberben egy hosszú összetűzésbe került Randy Orton-al, majd 2010 májusában legyőzte Drew McIntyre-t, s ezzel ismét megnyerte az interkontinentális övet. Ezt követően Dolph Ziggler-el rivalizált, aki 66 nap után el is vette tőle az övet. Viszályuk ezzel nem ért véget, hiszen 2011 januárjában Kofi visszaszerezte tőle az övet, s ezzel már háromszoros interkontinentális bajnoknak tudhatta magát. Ezt követően Alberto Del Rio-val és Wade Barrett-el rivalizált, aki végül legyőzte őt. A cím elvesztése után Kofi inkább az országos bajnoki címre helyezte a célkeresztet, melyet Sheamus legyőzésével májusban meg is szerzett. Jack Swagger ellen többször megvédte, ám Dolph Ziggler júniusban elvette tőle. Ezt követően összeállt Evan Bourne-el, s megalapították az Air Boom nevű csapatot. Duójuk sikeresnek bizonyult, hiszen augusztusban David Otunga és Michael McGillicutty legyőzésével megnyerték a Tag Team bajnoki öveket. A Night of Champions-on, a Hell in a Cell-en, és a TLC-n is sikeresen megvédték az övet, ám 2012 januárjában, 146 nap után Primo és Epico elvette tőlük. Nem sokkal később Bourne-t felfüggesztették a "WWE Wellness politika" megsértése miatt. Kofi ezután összeállt R-Truth-al, s áprilisban visszaszerezték a Tag Team övet Primo-tól és Epico-tól. 139 napos uralkodásuknak a Team Hell No (Daniel Bryan és Kane) vetett véget. Októberben, egy Memphisben megrendezett Main Event-en legyőzi a Miz-t, s ezzel negyedik alkalommal szerzi meg az interkontinentális övet. Kofi ezután Wade Barrett ellen kezdett el egy bosszú hadjáratot, melynek eredményeképp többször összecsaptak egymással, ám Barrett végül elvette tőle a címet. 2013 áprilisában legyőzte Antonio Cesaro-t, így harmadik alkalommal szerezte meg az országos bajnoki övet, ám májusban Dean Ambrose elvette tőle az Extreme Rules-en. Nyáron több hetes pihenőre kényszerült egy könyök műtét miatt, majd szeptemberben Curtis Axel-el kezdett el rivalizálni, ám az IC bajnoki övet nem tudta tőle elvenni. Kofi 2014 júniusában Big E-vel és Xavier Woods-al megalapítja a The New Day nevű formációt. A trió kezdetben Goldust-al és Stardust-al rivalizált, majd Tyson Kidd és Cesaro csapatával kerültek összetűzésbe. Ennek meg is lett az eredménye, hiszen a 2015-ös Extreme Rules-en elnyerték tőlük a WWE Tag Team bajnoki címet. Több sikeres védést követően júniusban azonban elvesztették a címet, ám a trió nem adta fel, és a SummerSlam-en visszanyerték az övet a "The Prime Time Players" (Darren Young és Titus O'Neil)-től. Ezután a "The Dudley Boyz" (Bubba Ray Dudley és Devon Dudley) ellen kellett bizonyítaniuk, ám a "Night of Champions"-on és a "Hell in a Cell"-en is sikeresen megvédték ellenük az övet. Az Uso ikrek személyében új kihívójuk akadt, ám a 2016-os Royal Rumble-n őket is legyőzték.

## Eredményei
Pro Wrestling Illustrated
- Az év Tag Team-je (2012) - Csapattársa: R-Truth
- Az év Tag Team-je (2015) - Csapattársai: Big E és Xavier Woods
- PWI közönség rangsor szerint a 20. helyet érte el az 500-ból. (2013)

Wrestling Observer Newsletter
- Legjobb Gimmick (2015) - The New Day nevű csapattal.

World Wrestling Entertainment/WWE
WWE World Heavyweight Championship (1x)
Legyőzte Daniel Bryan-t a Wrestlemania 35-ön.
- WWE Intercontinental Championship (4x)
  - 2008.06.29.: Night of Champions-on legyőzte Chris Jericho-t.
  - 2010.05.23.: Over the Limit-en legyőzte Drew McIntyre-t.
  - 2011.01.04.: Legyőzte Dolph Ziggler-t a SmackDown-ban.
  - 2012.10.16.: Legyőzte a Miz-t egy Main Event-en.
- WWE United States Championship (3x)
  - 2009.06.01.: RAW-on legyőzte Montel Vontavious Porter-t.
  - 2011.05.01.: Extreme Rules-en legyőzte Sheamus-t.
  - 2013.04.15.: RAW-on legyőzte Antonio Cesaro-t.
- World Tag Team Championship (1x) – Csapattársa: CM Punk
  - 2008.10.27.: CM Punk-al győztek a RAW-on.
- WWE Tag Team Championship (4x) – Csapattársai: Evan Bourne (1x), R-Truth (1x), Big E és Xavier Woods (2x)
  - 2011.08.22.: Evan Bourne-el győztek a RAW-on.
  - 2012.04.30.: R-Truth-al győztek a RAW-on.
  - 2015.04.26.: Extreme Rules-en megverték Tyson Kidd és Cesaro csapatát. - Csapattársai: Big E és Xavier Woods
  - 2015.08.23.: SummerSlam-el megverték a The Prime Time Players-t (Darren Young és Titus O'Neil). - Csapattársai: Big E és Xavier Woods
- Bragging Rights Trophy (2010) – Team SmackDown csapat tagjaként (Csapattársai: Big Show, Rey Mysterio, Jack Swagger, Alberto Del Rio, Edge, és Tyler Reks)
- Slammy-díj, az év "Tell Me I Did Not Just See That" pillanata (2012) - Royal Rumble meccsen történt akrobatikus mozdulata miatt.

## Bevonuló zenéi
- Damian Marley - "Confrontation" (CTC/DSW)
- Collie Buddz és Jim Johnston - "SOS" (WWE; 2008. január 22. – 2014. október 24.)
- Mutiny Within és Collie Buddz - "Born to SOS" (2011. szeptember 5. – október 3; Air Boom csapat tagjaként)
- Jim Johnston - "Boom" (2011. október 7. – 2012. január 16.; Air Boom csapat tagjaként)
- Jim Johnston - "New Day, New Way" (2014. november 28. – napjainkig; The New Day csapat tagjaként)

## Magánélete
Sarkodie-Mensah feleségül vette Kori Campfield-et, akitől 1 gyermeke született. Van egy tetoválása végig a gerincén, mely a Nyugat-afrikai szimbólumokat ábrázolja, valamint lapockáján egy szárnyaló sas motívum található. Rajongója a Boston Red Sox amerikai baseballcsapatnak, a Boston Celtics kosárlabdacsapatnak, és a New England Patriots amerikaifutball-csapatnak.

## Fordítás
Ez a szócikk részben vagy egészben  a   Kofi_Kingston című angol Wikipédia-szócikk fordításán alapul.  Az eredeti cikk szerkesztőit annak laptörténete sorolja fel. Ez a jelzés csupán a megfogalmazás eredetét és a szerzői jogokat jelzi, nem szolgál a cikkben szereplő információk forrásmegjelöléseként.